# Neoperla anjiensis
Neoperla anjiensis är en bäcksländeart som beskrevs av Yang, D. och C. Yang 1998. Neoperla anjiensis ingår i släktet Neoperla och familjen jättebäcksländor. Inga underarter finns listade i Catalogue of Life.